# Myrceugenia miersiana
Myrceugenia miersiana là một loài thực vật thuộc họ Myrtaceae. Đây là loài đặc hữu của Brasil.